# カール＝ロタール・シュルツ
カール＝ロタール・シュルツ（Karl-Lothar Schulz、1907年 4月30日 - 1972年 9月26日）は、第二次世界大戦時のドイツ空軍の降下猟兵部隊の将軍である。

## 軍歴
カール＝ロタール・シュルツは東プロイセンのケーニヒスベルクで生まれた。彼は学校を卒業すると陸軍に入隊し、短期間砲兵連隊に所属し工兵としての訓練を受けた。1925年にシュルツはプロイセン州警察に入り1933年には新設されたヴェッケ警察部隊（Polizei Abteilung z.b.V. Wecke、精鋭のヘルマン・ゲーリング師団の前身）に入隊した。1934年に警察中尉に任じられ、部隊がゲネラル・ゲーリング警察団に発展するまで在籍した。1935年9月に部隊はゲネラル・ゲーリング連隊として空軍に編入された。
ゲーリングは自分の精鋭部隊の中の主要な兵員をパラシュート兵として訓練することに決めた。志願兵が募集されシュルツは最初に名乗りをあげた1人だった。彼はパラシュート兵の訓練を受けて、降下訓練を受けたゲネラル・ゲーリング連隊／第IV大隊の第15（工兵）中隊の中隊長となった。
1938年3月には更なる再編が行われて第4大隊は連隊から分離され、新設された第1降下猟兵連隊の第1大隊となった。1940年にシュルツは中隊長から昇進し、第1降下猟兵連隊／第III大隊の大隊長になった。
西部侵攻でシュルツと彼の部下は、ロッテルダム近郊のワールハーベン（Waalhaven）の飛行場を確保するためにオランダに降下した。飛行場の確保はより多くの増援部隊を速やかに空輸させるためであった。飛行場は、オランダ軍の7.5cm砲を装備した砲兵中隊と4台の装甲車に援護された1個大隊と対空砲の1個小隊で防衛されていた。オランダ軍防衛部隊はドイツ軍の降下猟兵が降下すると同時に砲火を開いたが、降下猟兵は比較的軽微な損害しか受けなかった。降下猟兵の降下後間もなく第16歩兵連隊の主力が到着し援護に付き、彼らの助けを借りてシュルツ指揮の降下猟兵は飛行場を確保した。
オランダ軍は砲艦を動員してドイツ軍に砲撃を加えた。英国空軍は6機の軽爆撃機でドイツ軍を攻撃したが、ドイツ空軍機に1機を撃墜され残りも追い散らされた。装甲車と砲兵隊の援護を受けたオランダ軍の更なる反撃も撃退され、シュルツは第22空輸歩兵師団を運んできた輸送機に安全確保の連絡をすることができた。
強力な敵軍の反撃にもかかわらず必要不可欠な飛行場の奪取と確保に成功したシュルツ指揮下の兵員の働きで、シュルツは1940年5月24日に騎士鉄十字章を授与された。
1940年7月19日にシュルツは少佐に昇進し、クレタ島への空挺攻撃のメルクール作戦に参加した。その後東部戦線で最初は大隊指揮官、後に連隊指揮官として多大なる功績をあげた。シュルツは第1降下猟兵連隊指揮官の大佐として1944年4月20日に騎士鉄十字章に柏葉を追加受勲した。その後、第1降下猟兵師団の師団長に昇進しイタリアでアンツィオの戦いとモンテ・カッシーノの戦いに参加して、11月18日に柏葉付騎士鉄十字章に剣を追加受勲した。シュルツは1945年1月17日に少将の地位に昇進した。
カール＝ロタール・シュルツは1972年 9月26日にヴィースバーデンで死去した。

## 受勲
- 金ドイツ十字章（1942年2月26日）
- 柏葉・剣付騎士鉄十字章
  - 騎士鉄十字章（1940年5月26日）
  - 柏葉 第459号（1944年4月20日）
  - 剣 第112号（1944年11月18日）